# Dromesnil
Dromesnil (picardisch: Dromeni) ist eine nordfranzösische Gemeinde mit 83 Einwohnern (Stand 1. Januar 2022) im Département Somme in der Region Hauts-de-France. Die Gemeinde liegt im Arrondissement Amiens und ist Teil der Communauté de communes Somme Sud-Ouest und des Kantons Poix-de-Picardie.

## Geographie
Die rund 4,5 km nordwestlich von Hornoy-le-Bourg gelegene Gemeinde wird im Norden von der Départementsstraße D157 begrenzt, die zugleich die Grenze zum benachbarten Arrondissement Abbeville bildet.

## Einwohner
| 1962 | 1968 | 1975 | 1982 | 1990 | 1999 | 2006 | 2012 |
| ---- | ---- | ---- | ---- | ---- | ---- | ---- | ---- |
| 147  | 168  | 121  | 129  | 133  | 121  | 104  | 101  |

## Sehenswürdigkeiten

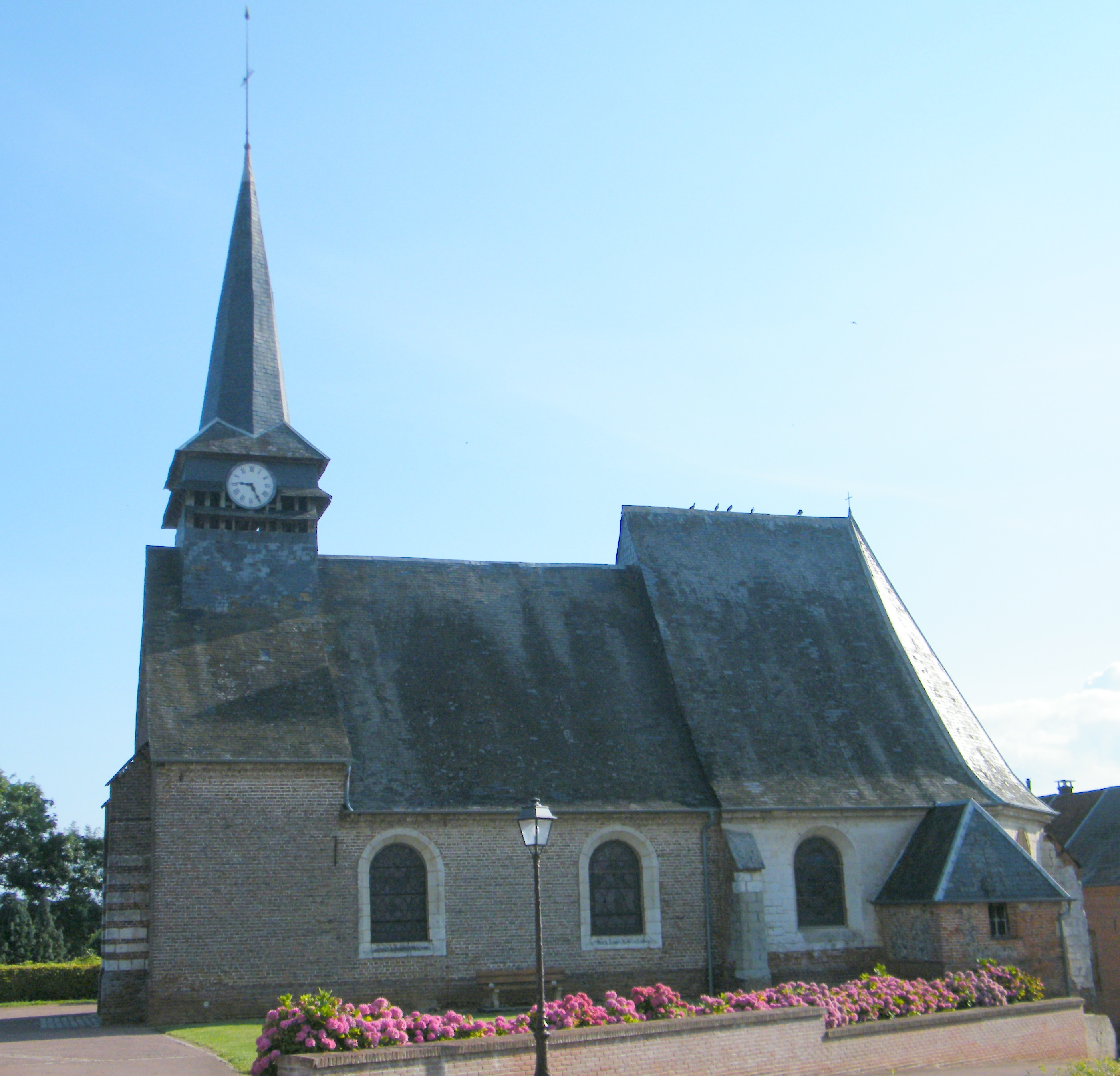
Kirche Notre-Dame-de-l'Assomption

- Schloss am Südrand der Bebauung
- Kirche Notre-Dame-de-l'Assomption